# یرشل (اشتندال)
یرشل (به آلمانی: Jerchel) یک منطقهٔ مسکونی در آلمان است که در تانگرهوته واقع شده‌است. یرشل ۱۲۹ نفر جمعیت دارد.